# Kleiner Schlagflügelapparat

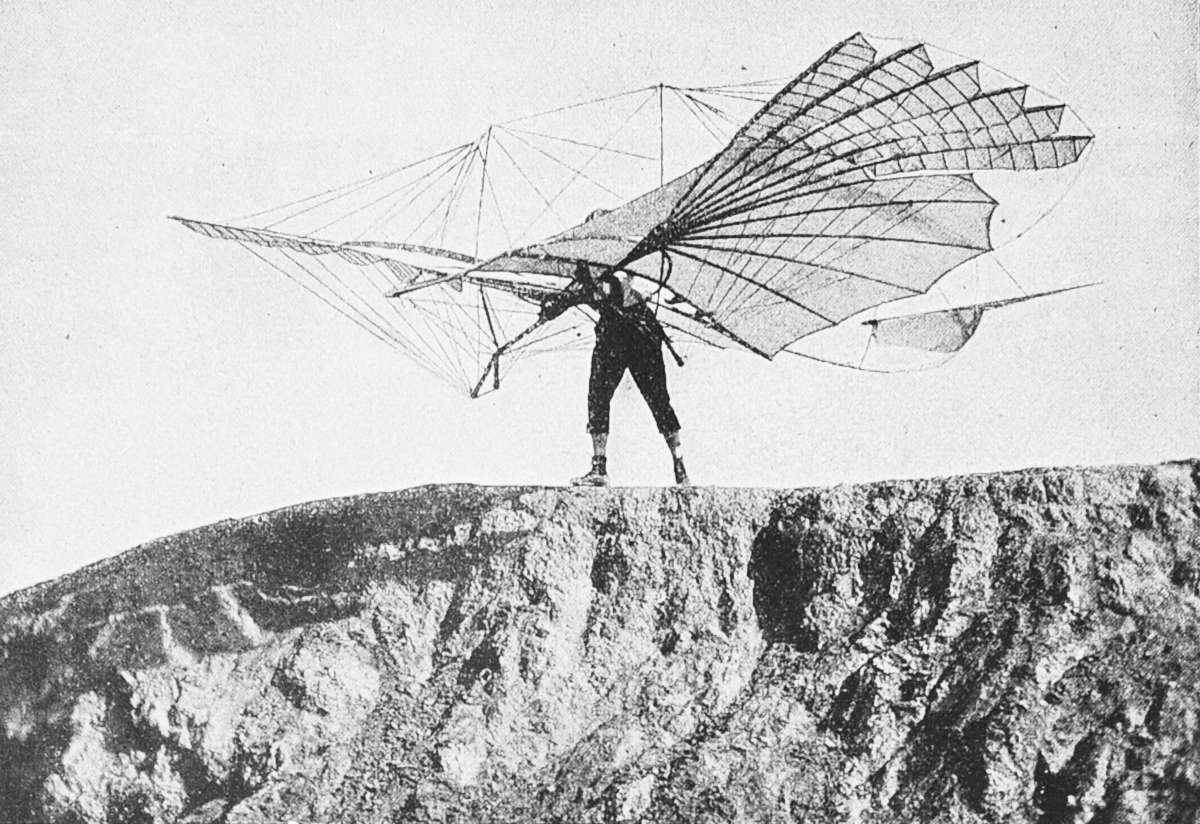
Lilienthals Startvorbereitungen mit dem kleinen Schlagflügelapparat

Der Kleine Schlagflügelapparat war ein Gleiter, der von Otto Lilienthal von 1893 bis 1896 weiterentwickelt wurde. Als Experimentalgleiter, der wie sein Maihöhe-Rhinow-Apparat zusammenfaltbar war, sollte er mit Muskelkraft und einem zusätzlich zu entwickelnden Motor den Vogelflug nachahmen und damit den Flug verlängern. Lilienthals Techniker Hugo Eulitz entwickelte zu diesem Zweck einen speziellen Einzylinder-Kohlensäure-Motor.

## Geschichte
Der Flugapparat erhielt seinen Namen vom Flügelschlag der Vögel, den Lilienthal mit seinem Modell umsetzen wollte. Die Lilienthal Brüder hatten in der Vorbereitung viel Zeit mit Berechnungen und Experimenten zum Flügelschlag investiert. Der für ihn nun sichere Gleitflieger sollte durch die aktive Schlagtechnik, unterstützt durch einen mit Kohlensäure angetriebenen Linearmotor, Erweiterung finden. Diesen Motor entwickelte sein Techniker Eulitz und im Jahre 1894 konnte er im Schlagflügelapparat erstmalig erprobt werden. Auf dem (Fliegeberg Lilienthals) in Lichterfelde im Berliner Bezirk Steglitz-Zehlendorf hob er das erste Mal ab, nicht so ganz zufrieden, hielt Lilienthal aber an den Experimenten mit dem Schlagflügelapparat fest. Gemeinsam mit dem Maihöhe Rhinow Apparat meldete er die Gleiter am 3. September 1893, unter dem Deutsche Reichspatent Nummer 77916 (77), zum Patent an.

## Technische Daten
- Kohlensäure-Linearmotor einschließlich CO2-Flasche, Gewicht: ca. 10 Kilogramm, ab 1894
- Leistung des Motors: 2 PS
- Spannweite: 6,8 m
- Fläche: 12 m²
- max. Tiefe 2,5 m
- Gewicht ohne Motor: 22 Kilogramm[3]

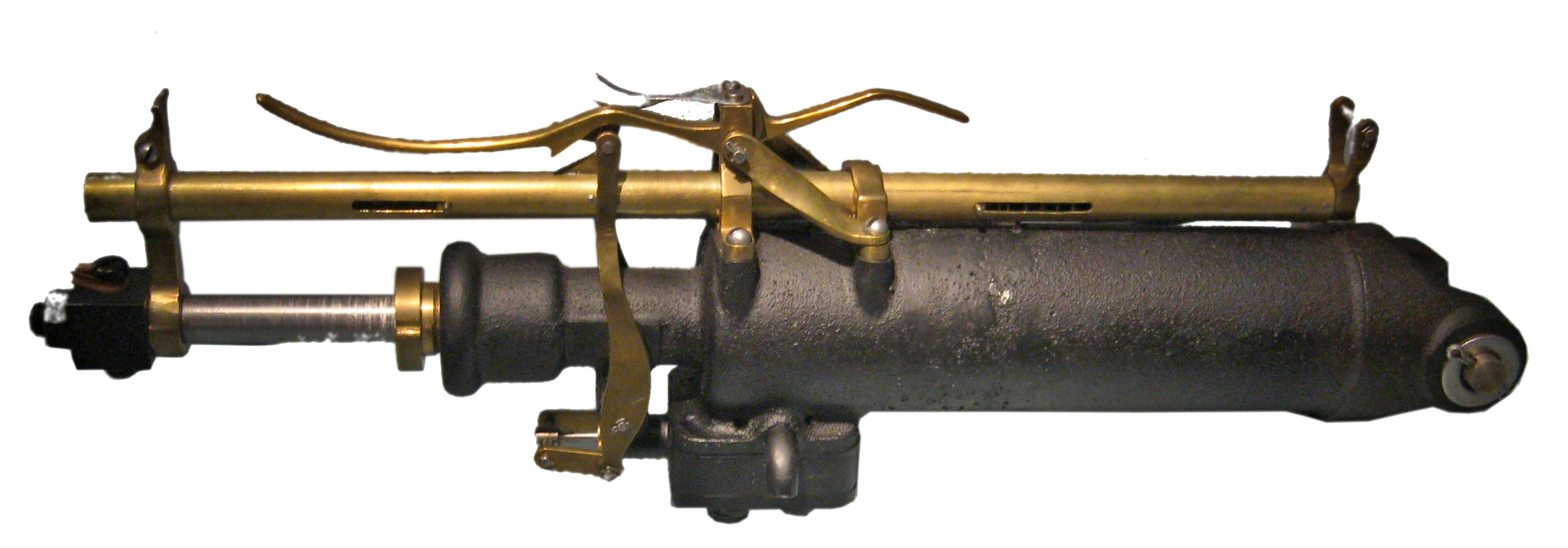
Kohlensäure-Linearantrieb von Hugo Eulitz, ein Techniker Lilienthals (1994)
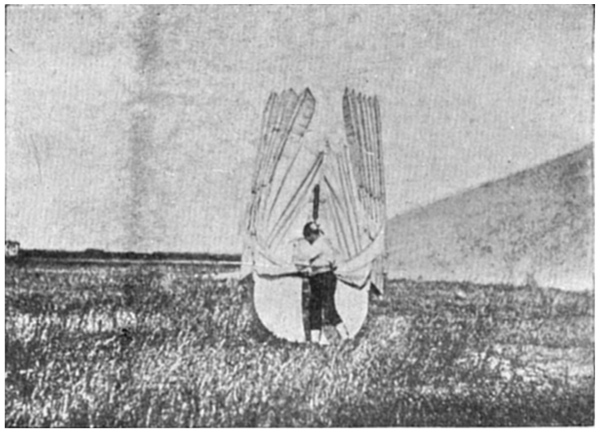
Zusammengefalteter kleiner Schlagflügelapparat
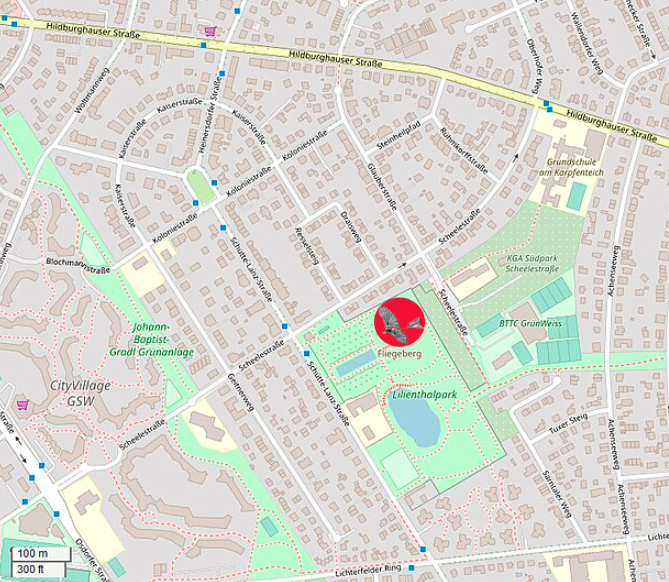
Übungsgelände Fliegeberg in Lichterfelde
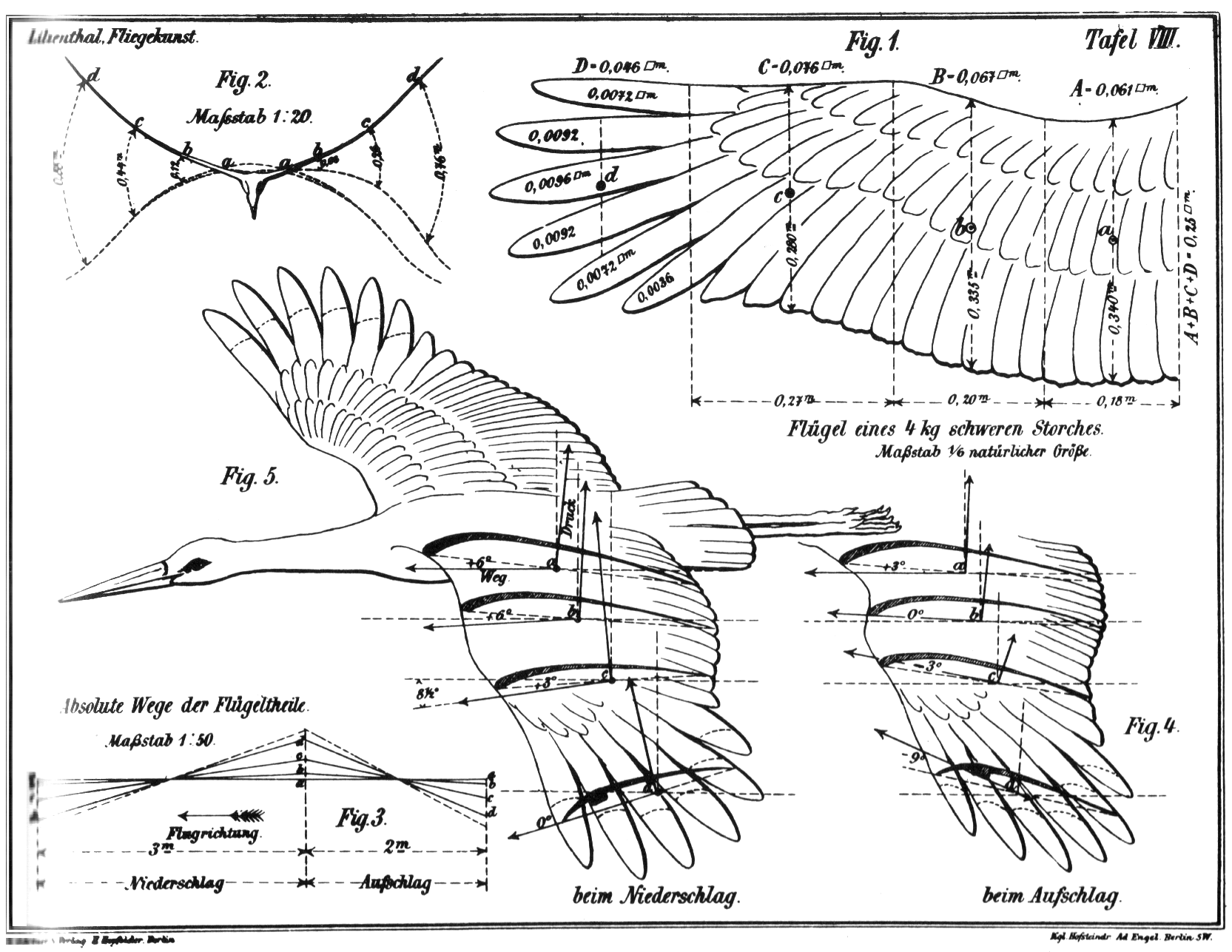
Unsere Lehrmeister im Fluge Zeichnung Lilienthals in seinem Buch Der Vogelflug als Grundlage der Fliegekunst, 1889
- Der Vogelflug als Grundlage der Fliegekunst (PDF 12,78 MB)
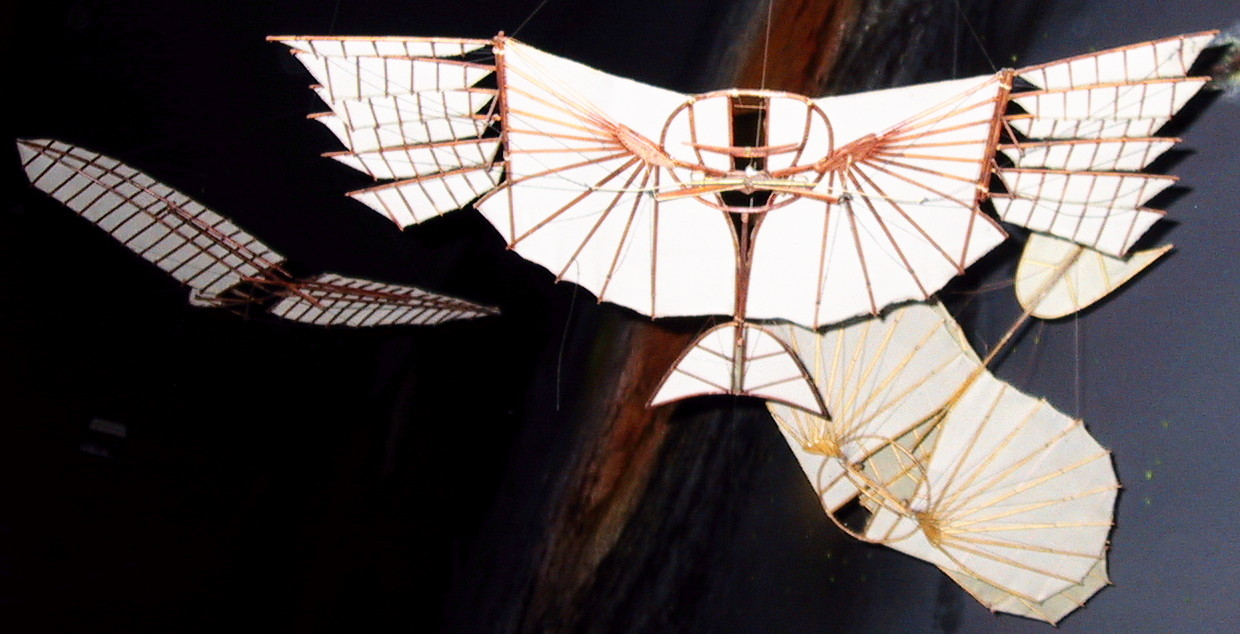
Lilienthals Gleiter als Modelle Großer Schlagflügelapparat (als Weiterentwicklung (Mitte)), Derwitzer Apparat (links) und Großer Doppeldecker (rechts)